# Trismegistia monodii
Trismegistia monodii là một loài rêu trong họ Sematophyllaceae. Loài này được (P. de la Varde) Ando mô tả khoa học đầu tiên năm 1973.